# Haley Jones
Haley Jones, née le 23 mai 2001 à Santa Cruz, Californie, est une joueuse professionnelle américaine de basket-ball évoluant aux postes d'arrière et ailier.

## Biographie

### Carrière junior
Haley Jones est née à Santa Cruz, en Californie. Elle a fréquenté l’école secondaire Archbishop Mitty à San José, où elle a été nommée Naismith Prep Player of the Year et membre du programme McDonald's All-American en 2019.
En 2019-2020, alors qu’elle était première année à l’université Stanford, elle a connu une moyenne de 11,4 points, 4,2 rebonds et 2,4 passes décisives avant de se blesser au genou,. La saison suivante, en 2020-2021, Jones est revenu au jeu avec une moyenne de 13,2 points, 7,4 rebonds et 2,8 passes décisives. Jones et le Cardinal de Stanford ont remporté le tournoi de la NCAA en 2021, leur premier titre national depuis 1992 et elle est élue Most Oustanding Player du tournoi NCAA.

### En WNBA
Haley Jones est sélectionnée en 6e position lors de la draft WNBA 2023 par le Dream d'Atlanta.
Elle fait ses débute en WNBA le 10 mai 2023 face aux Mystics de Washington en inscrivant 5 points et 6 passes décisives en 23 minutes de jeu. Elle établit un premier record en carrière avec 13 points face au Sky de Chicago le 31 mai 2023. Deux semaines plus tard, elle égalise son record face au Liberty de New York. Deux jours plus tard, le 16 juin 2023, elle frôle le double-double face au Sun du Connecticut avec 10 points et 9 passes décisives (record en carrière). Le 23 août 2023, elle établit un nouveau record avec 23 points face aux Aces de Las Vegas. Elle termine la saison régulière de son année rookie avec des moyennes par match de 3,7 points et 2,3 passes décisives. Elle ne dispute qu'un match de playoffs, une défaite d'entrée, donc synonyme d'élimination, face aux Wings de Dallas, avec 4 points inscrits en seulement 3 minutes de jeu.
Elle débute la saison WNBA 2024 face aux Sparks de Los Angeles en inscrivant 14 points et 4 passes décisives en 24 minutes de jeu. Elle établit son record de la saison avec 16 points le 6 juillet 2024 face aux Wings de Dallas. En moyenne, sur la saison régulière, elle inscrit 3,9 points et délivre 2,1 passes décisives par match. Elle dispute les deux matchs perdus du premier tour des playoffs face au Liberty de New York.

### Hors WNBA
A l'issue de la saison WNBA 2024, elle s'engage avec le Geelong United dans le championnat australien pour la saison 2024-2025.

### En équipe nationale
En 2018, elle a remporté la Coupe du monde féminine des moins de 17 ans en Biélorussie avec les États-Unis.
En 2021, elle a remporté la Coupe des Amériques féminine de basket-ball avec les États-Unis.

## Palmarès et Distinctions

### Palmarès

#### En sélection nationale
- Vainqueur de la Coupe du monde féminine des moins de 17 ans (2018)
- Vainqueur de la Coupe des Amériques féminine de basket-ball (2021)

#### En NCAA
- Vainqueur de la NCAA avec le Cardinal de Stanford (2021)

### Distinctions personnelles
- Naismith Prep Player of the Year (2019)
- Morgan Wootten Player of the Year (2019)
- McDonald's All-American (2019)
- Most Oustanding Player (MOP) du tournoi NCAA (2021)
- 3x All-Pac-12 (2021, 2022, 2023)
- First-team All-American – AP (2022)
- Second-team All-American – USBWA (2022)
- WBCA Coaches' All-American (2022)
- Pac-12 Co-Player of the Year (2022)
- Pac-12 Tournament MOP (2022)
- Third-team All-American – AP, USBWA (2023)

## Statistiques

### En universitaire
| Gras/Meilleures performances | [ 16 ] | * | Vainqueur de la NCAA |

| Saison                    | Équipe                    | MJ  | M5  | Min  | %T   | %3   | %LF  | Rb  | PD  | Int | Ctr | BP  | F   | Pts  |
| ------------------------- | ------------------------- | --- | --- | ---- | ---- | ---- | ---- | --- | --- | --- | --- | --- | --- | ---- |
| 2019-2020                 | Cardinal de Stanford      | 18  | 13  | 25,8 | 52,8 | 27,3 | 62,7 | 4,2 | 2,4 | 0,8 | 0,9 | 2,7 | 1,1 | 11,4 |
| 2020-2021*                | Cardinal de Stanford      | 32  | 32  | 27,5 | 54,6 | 35,3 | 72,5 | 7,4 | 2,9 | 0,8 | 0,7 | 2,4 | 1,5 | 13,2 |
| 2021-2022                 | Cardinal de Stanford      | 33  | 31  | 30,8 | 41,8 | 24,4 | 82,3 | 7,9 | 3,7 | 0,5 | 1,1 | 2,9 | 1,7 | 13,2 |
| 2022-2023                 | Cardinal de Stanford      | 35  | 35  | 32,7 | 43,2 | 9,4  | 72,0 | 9,0 | 4,0 | 0,9 | 0,9 | 2,8 | 1,9 | 13,5 |
| Total : moyenne par match | Total : moyenne par match |     |     | 29,7 | 46,9 | 21,9 | 74,3 | 7,5 | 3,4 | 0,8 | 0,9 | 2,7 | 1,6 | 13,0 |
| Totaux                    | Totaux                    | 118 | 111 | 3507 | 614  | 23   | 284  | 889 | 396 | 90  | 107 | 323 | 189 | 1535 |

### En WNBA
| Gras/Meilleures performances | [ 17 ] |

#### En saison régulière
| Saison                    | Équipe                    | MJ | M5 | Min   | %T   | %3   | %LF  | Rb  | PD  | Int | Ctr | BP  | F   | Pts |
| ------------------------- | ------------------------- | -- | -- | ----- | ---- | ---- | ---- | --- | --- | --- | --- | --- | --- | --- |
| 2023                      | Dream d'Atlanta           | 40 | 6  | 14,6  | 33,7 | 21,4 | 75,6 | 2,4 | 2,3 | 0,4 | 0,3 | 1,4 | 1,7 | 3,7 |
| 2024                      | Dream d'Atlanta           | 40 | 24 | '17,8 | 39,7 | 21,4 | 70,2 | 2,2 | 2,1 | 0,4 | 0,3 | 1,7 | 2,0 | 3,9 |
| Total : moyenne par match | Total : moyenne par match |    |    | 16,2  | 36,5 | 21,4 | 72,7 | 2,3 | 2,2 | 0,4 | 0,3 | 1,5 | 1,9 | 3,8 |
| Totaux                    | Totaux                    | 80 | 30 | 1296  | 114  | 12   | 64   | 182 | 176 | 30  | 23  | 122 | 149 | 304 |

#### En Playoffs
| Saison                    | Équipe                    | MJ | M5 | Min | %T   | %3 | %LF | Rb  | PD  | Int | Ctr | BP  | F   | Pts |
| ------------------------- | ------------------------- | -- | -- | --- | ---- | -- | --- | --- | --- | --- | --- | --- | --- | --- |
| 2023                      | Dream d'Atlanta           | 1  | 0  | 3,0 | 100  | -  | 100 | 0   | 0   | 0   | 0   | 0   | 0   | 4,0 |
| 2024                      | Dream d'Atlanta           | 2  | 0  | 9,0 | 42,9 | -  | 100 | 1,0 | 0,5 | 0,5 | 0   | 1,0 | 0,5 | 4,0 |
| Total : moyenne par match | Total : moyenne par match |    |    | 7,0 | 50,0 | -  | 100 | 0,7 | 0,3 | 0,3 | 0   | 0,7 | 0,3 | 4,0 |
| Totaux                    | Totaux                    | 3  | 0  | 21  | 4    | 0  | 4   | 2   | 1   | 1   | 0   | 2   | 1   | 12  |